# Disordine dello sviluppo della coordinazione
Il disordine dello sviluppo della coordinazione (Developmental Coordination Disorder o DCD) in campo medico è un disturbo dello sviluppo motorio tipico dei primi anni di vita.

## Epidemiologia
I DCD hanno un'incidenza del 5%, si presentano nella metà delle volte associati ad ADHD e problemi nel linguaggio, più raramente ad autismo.

## Eziologia
Sono dovuti a problemi sensori-motori e della coordinazione, pianificazione motoria ma hanno manifestazioni diverse.
Per essere definiti tali devono portare ad un deficit compromettente per l'apprendimento e la maturazione, non dipendere da patologie generali, disturbi generalizzati dello sviluppo e se correlate ad un ritardo mentale, essere in eccesso rispetto alla norma.

## Clinica
Ai DCD è legata la disprassia evolutiva che comporta un deficit nella capacità di apprendere nuovi movimenti, di generalizzarli e la disfunzione sensori-motoria che è propria di carenze nell'elaborazione delle informazioni sensoriali e di capacità di coordinazione.
La mobilità è consentita da due diversi sistemi, un sistema concettuale che consente di rappresentare mentalmente il movimento ed un sistema sensori-motorio che consente di osservare il movimento e poi pianificarlo ed eseguirlo.

Per osservare le capacità del primo sistema si utilizza la via verbale per richiedere al soggetto di compiere un dato movimento.
Per quanto riguarda il secondo si presenta al soggetto il gesto da imitare. 
I bambini piccoli hanno maggiore difficoltà nella via verbale mentre gli affetti da DCD hanno entrambe le vie compromesse.
Con il procedere degli anni aumenta la differenza tra la via verbale di soggetti normali ed affetti da DCD.

La confusione di un oggetto con la parte del proprio corpo, la difficoltà a ordinare temporalmente la sequenza di movimenti per compiere un gesto, l'associazione del DCD con problemi del linguaggio e l'incapacità di svolgere compiti su ordine verbale sono indicatori di un deficit nel sistema concettuale.

La difficoltà a considerare le forze in gioco nell'eseguire un gesto, di ordinare la sequenza temporale, e la confusione sull'orientamento dell'oggetto indicano una compromissione dell'organizzazione spazio-temporale.

I compiti di discriminazione tattile consentono di rivelare problemi di integrazione sensoriale e di gestione dei piani motori.

## Diagnosi
La valutazione neuropsicologica di questa categoria di patologie si può effettuare tramite l'MABC (Movement Assessment Battery for Children), un test a cui possono essere sottoposti bambini fra i 4 e 12 anni che valuta la mobilità grossolana, fine, le capacità di equilibrio statico e dinamico.
Un altro strumento è il DCD-Questionnaire, che può essere utilizzato con bambini a partire da 4 anni e valuta, oltre alle capacità già valutate dall'MABC, la coordinazione generale.

Nel particolare la prassia degli arti si giudica con l'esecuzione di gesti significativi o no, conosciuti o meno, fini e grossolani, isolati e in sequenza, su comando verbale o per imitazione.
La prassia orofacciale si giudica con l'esecuzione di movimenti paralleli (contemporanei), di movimenti oroverbali e non verbali.

I disegni sono altresì utilizzati per determinare la capacità di coordinazione occhio-mano, mantenimento proporzioni ed orientamento.